# Rudolf Bialas

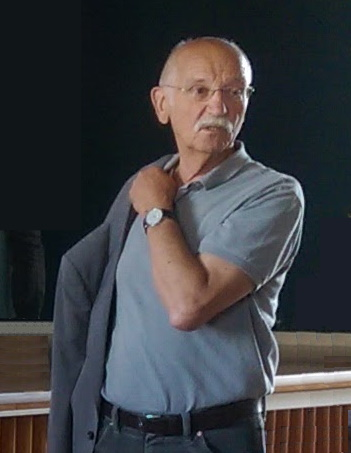
Rudolf Bialas, Warburg 2016

Rudolf Bialas (* 28. August 1940 in Gleiwitz, Oberschlesien; † 12. November 2022 in Warburg, Westfalen) war ein deutscher Gymnasiallehrer und Lokal-Historiker.

## Leben
Rudolf Bialas verbrachte seine Kindheit nach der Flucht der Familie aus Oberschlesien zunächst in Xanten, wo er das Progymnasium besuchte. Mit 17 Jahren kam er nach Warburg und legte dort am Gymnasium Marianum sein Abitur ab. Danach begann er ein Lehramtsstudium an der Universität Freiburg, das er 1966 mit dem Magister abschloss. 1969 kehrte er mit seiner jungen Familie nach Warburg zurück und arbeitete zunächst als Lehrer am privaten Gymnasium in Neuenheerse, ab 1971 dann am Gymnasium Marianum in Warburg. Er beendete seine Laufbahn 2005 als Studiendirektor, setzte aber seine Lehrtätigkeit vertretungsweise an der Schule noch bis 2012 fort.
Neben seiner Tätigkeit als Pädagoge war Bialas auch wissenschaftlich tätig, zunächst vor allem auf dem Gebiet der Archäologie. So arbeitete er in den 1970er Jahren als Pfleger für kulturgeschichtliche Bodenaltertümer im Raum Warburg. Er war Mitbegründer der Archäologischen Arbeitsgemeinschaft der Warburger Volkshochschule, außerdem war er 1986 bis 1993 als Stadtheimatpfleger in Warburg tätig. Er hielt eine Reihe regionalgeschichtlicher Vorträge, die z. T. in gedruckter Form publiziert sind. Neben der Archäologie galt sein besonderes Interesse dem jüdischen Kulturleben in Warburg und Umgebung, zu dem er ebenfalls mehrere Publikationen vorlegte.
Rudolf Bialas war ab 1966 verheiratet und hat drei Kinder.

## Auszeichnungen
- 2008 Bundesverdienstkreuz.

## Schriften (Auswahl)
- Dona militaria: Untersuchung zur Verleihung von Auszeichnungen im römischen Heer – Freiburg i. Br., Univ., Magisterarbeit, 1966
- Der Streit um die Kirche "St. Maria in vinea": Warburg 1281-1287; Beitrag zur Geschichte eines Stadtbildes, in: Die Warte Bd. 48 (1987) S. 23–25, 27
- Lateinische Inschriften in Warburg vorgestellt an Beispielen in der Altstadt, in: Jahrbuch Kreis Höxter, 1988, S. 247–257
- Der jüdische Friedhof in Warburg, in: Jahrbuch Kreis Höxter 1992, S. 213–226
- Warburg. Eine malerische Stadt in Westfalen, mit Fotografien von Karl Kuchenbuch. Warburg 1996
- Das  Museum im „Stern“ und seine Sammlung Warburger Maler, in: Jahresbericht der Sparkasse Höxter, Beilage 1; Höxter 1999
- (zusammen mit Franz-Josef Dubbi) Der Desenberg. Geschichte – Geschichten – Bilder. Marsberg 2004
- „Insignis adolescens – mirifica arte“: Antonius Eisenhoit in Rom, in: Jahrbuch Kreis Höxter 2004, S. 109–115, Höxter 2005
- (zusammen mit Franz-Josef Dubbi) Der  Warburger Burgberg. Warburg 2006
- (zusammen mit Karl Kuchenbuch): Die Pfarrkirche  „Mariä Heimsuchung“ in Warburg-Altstadt (Westfälische Kunststätten Heft 99). Münster 2005
- Predica verbvm: eine Kanzel in Warburg als Zeugnis der Gegenreformation, in: Jahrbuch Kreis Höxter 2011, S. 113–126, Höxter 2012
- Über das Collegium Marianum, das Konvikt in der Warburger Altstadt, in: Jahrbuch Kreis Höxter 2009, S. 224–229
- Moderne auf dem Dorf: die  St. Elisabeth-Kirche in Mieste (Altmark) und ihre Fenster von Lorenz Humburg, Halle : Landesheimatbund Sachsen-Anhalt e.V., 2018 (Treffpunkt Denkmal;Nr. 4)
- Vor 1000 Jahren starb  Graf Dodiko – wahrscheinlich auf seiner Burg auf dem  Wartberg, in: Die Warte Bd. 79, 188 (2020) S. 13–17
- Castrum Holthusen dictum – die Holsterburg, in: Die Warte Bd. 81, 191 (2021) S. 8–10
- Ein Kaiserbild in der ehemaligen  Klosterkirche in Wormeln, in: Die Warte Bd. 81, 189 (2021) S. 10–11
- zusammen mit Heiko Bewermeyer: Das Schicksal der Familie Cohn und die Vernichtung der  jüdischen Gemeinde Warburg. Warburg 2022